# Philippe của Pháp (1116–1131)
Philippe (II) của Pháp (29 tháng 8 năm 1116–13 tháng 10 năm 1131) là con trai của Louis VI của Pháp và vợ thứ của Louis là Adélaide từ Maurienne.
Là người con yêu quý của vua Louis VI, Philippe được đăng quang năm 1129 như đồng cai trị với vua cha. Tuy nhiên, Philippe chết 1131 tại đường phố Paris trong một tai nạn đua ngựa.
Vì Philippe là một vị vua đồng trị vì chỉ đóng vai trò thứ yếu cho nên Philippe không được liệt vào danh sách vua Pháp truyền thống. Sau khi Philippe chết thì Louis VI lập con thứ là Louis Con (1120–1180) lên làm vua đồng trị vì. Cho đến khi Louis VI mất Louis Con chính thức làm vua Louis VII.